# Instalación de investigación con neutrones
Una instalación de investigación con neutrones suele ser un gran laboratorio que opera una fuente de neutrones a gran escala que proporciona neutrones térmicos a un conjunto de instrumentos de investigación. El origen de los neutrones suele ser un reactor de investigación o una fuente de espalación. En algunos casos, una instalación más pequeña proporcionará neutrones de alta energía (por ejemplo, neutrones de fusión de 2,5 MeV o 14 MeV) utilizando tecnologías generación de neutrones existentes.

## Lista de instalaciones de neutrones
La siguiente lista pretende ser exhaustiva y cubrir tanto las instalaciones que están activas como las que están cerradas (relación actualizada a 2019):
Australia
- Reactor ANSTO-Reactor australiano de alto flujo, Sídney
- Reactor australiano de agua liviana en pileta abierta (OPAL)

Bangladés
- Establecimiento de Investigación de Energía Atómica (AERE), Comisión de Energía Atómica de Bangladesh (BAEC)

Canadá
- Centro Canadiense de Haces de Neutrones de la NRC en los laboratorios de Chalk River
- RE-Labs Inc. – Servicios de Prueba de Efectos de Evento Único

China
- Fuente de Neutrones de Espalación de China – Dongguan, Guangdong.
- CNPG – Iones ligeros (D,T), Instituto de Energía Atómica de China
- HI-13 – Iones ligeros (D,T), Instituto de Energía Atómica de China

República Checa
- Laboratorio de Física de Neutrones (dentro de infraestructura CANAM)[2]

Dinamarca
- Universidad Técnica de Dinamarca (reactores 1958-2000)

Egipto
- ETRR-1 – Nuclear Research Center, Inshas (1961–)
- ETRR-2 – Nuclear Research Center, Inshas (1997–)

Francia
- ILL – Instituto Laue-Langevin (1972–)
- LLB – Laboratorio Léon Brillouin en el CEA Saclay
- NFS - GANIL

Alemania
- FRM I – Universidad Técnica, Garching bei München (1957–2000)
- FRM II – Universidad Técnica, Garching bei München (2004–)
- FRMZ – Universidad Johannes Gutenberg, Maguncia (1967–)
- FRJ-2 en Forschungszentrum Jülich (1962-2006)
- Centro Jülich para la Ciencia de Neutrones (2005–), una instalación virtual que opera instrumentos en otras instalaciones (FRM II, ILL, SNS)
- FRG-1 – GKSS, Geesthacht cerca de Hamburgo (1958–2010)
- Helmholtz-Zentrum de Berlín, anteriormente HMI – Hahn-Meitner-Institut

Hungría
- Institutos de Investigación KFKI, Budapest

India
- Dhruva, CIRUS y Apsara: Bhabha Atomic Research Centre, Bombay
- KAMINI

Indonesia
- Laboratorio de Dispersión de Neutrones – National Nuclear Energy Agency (Badan Tenaga Nuklir Nasional) (BATAN)

Japón
- JAERI – Japan Atomic Energy Research Institute
- KENS – Organización de Aceleradores de Alta Energía, KEK
- KURRI – Instituto de Reactores de Investigación (Kyoto)
- JSNS – (parte del complejo de investigación del acelerador de protones de Japón ( J-PARC)

Países Bajos
- RID – Reactor del Instituto de Delft, Universidad Técnica de Delft[3]

Noruega
- IFE – Jeep 2 reactor at Kjeller Institute for Energy Technology

Polonia
- Reactor Maria – Instituto POLATOM de la Energía Nuclear, Świerk-Otwock
- Reactor Ewa – Instituto POLATOM de Energía Nuclear, Świerk-Otwock (1958–1995)

Rusia
- Reactores de Pulsación Rápida IBR (Dubná)
- JINR – Instituto Central de Investigaciones Nucleares (Dubná)
- Gátchina

Sudáfrica
- NECSA SAFARI-1

Corea del Sur
- Reactor de aplicación avanzada de neutrones de alto flujo (HANARO) – Instituto de Investigación de Energía Atómica de Corea (KAERI)

Suecia
- NFL – Laboratorio de investigación de neutrones de Studsvik, Studsvik
- ESS – Fuente Europea de Neutrones por Espalación (proyecto)

Suiza
- SINQ@PSI – Instituto Paul Scherrer[4]
- UCN@PSI – Instituto Paul Scherrer – Fuente de neutrones ultrafríos[5]
- n_TOF – Organización Europea para la Investigación Nuclear

Ucrania
- Instalación de fuente de neutrones del Instituto de Física y Tecnología de Járkov (Ядерна підкритична установка "Джерело нейтронів")

Reino Unido
- DIDO
- Fuente de neutrones y muones ISIS, Laboratorio Rutherford Appleton, Oxfordshire

Estados Unidos
- HFBR – Reactor de haz de alto flujo, Brookhaven (1965–1996)
- IPNS – Intense Pulsed Neutron Source, Laboratorio Nacional Argonne (1981–2008)
- LANSCE – Los Alamos Neutron Science Center (Los Álamos)
- LENTE – Fuente de neutrones de baja energía, Universidad de Indiana, Bloomington, IN.
- NIST – Centro de Investigación de Neutrones, Gaithersburg, cerca de Washington D. C.
- NSL – Neutron Science Laboratory, Escuela de Ingeniería de la Universidad de Míchigan.
- HFIR – Reactor de Isótopos de Alto Flujo, Laboratorio Nacional Oak Ridge
- SNS – Spallation Neutron Source, Laboratorio Nacional Oak Ridge
- MURR – Reactor de investigación de la Universidad de Misuri, Columbia, MO.
- MNRC – Centro de Investigación Nuclear MacClellan, Sacramento, CA.
- RPI LINAC – Rensselaer Gaerttner LINAC Center, Troy, Nueva York.